# Enderleinellus kelloggi
Enderleinellus kelloggi är en insektsart som beskrevs av Ferris 1916. Enderleinellus kelloggi ingår i släktet Enderleinellus och familjen ekorrlöss. Inga underarter finns listade i Catalogue of Life.